# En morgon utan synd jag vakna får
En morgon utan synd jag vakna får är en psalm av Charlotte Cecilia af Tibell. En bearbetning gjordes av Erik Nyström. Texten har fem 4-radiga verser och trycktes första gången 1867. 
Melodin är av Gustaf Gustafsson Lewenhaupt, troligen från Pilgrimsharpan 1862.

## Publicerad i
- Pilgrimsharpan 1862.
- Sånger till Lammets lof 1877 som nr 28½ och 121 där första versionen har titeln "Än fins det rum" och andra versionen första versens första rad. Vid versionen i nr 121 hänvisas till Psaltaren 30: 6 i Bibeln.
- Sionstoner 1889 som nr 367 under rubriken "Hemlandssånger".
- Hemlandssånger 1891 som nr 494 under rubriken "Härligheten", med Lewenhaupts tonsättning samt en alternativ tonsättning av Th. Söderberg.
- Svenska Missionsförbundets sångbok 1894 som nr 449 under rubriken "Hemlandssånger".
- Svensk söndagsskolsångbok 1908 som nr 250 under rubriken "Hemlandssånger".
- Samlingstoner 1919 som nr 230 under rubriken "Hemlandssånger".
- Svenska Missionsförbundets sångbok 1920 som nr 747 under rubriken "De yttersta tingen - Det eviga livet".
- Frälsningsarméns sångbok 1929 som nr 458 under rubriken "De yttersta tingen och himmeln".
- Musik till Frälsningsarméns sångbok 1930 som nr 458.
- Sionstoner 1935 som nr 654 under rubriken "Pilgrims- och hemlandssånger".
- Guds lov 1935 som nr 460 under rubriken "Hemlandssånger".
- Sions Sånger 1951 som nr 42.
- Frälsningsarméns sångbok 1968 som nr 531 under rubriken "Evighetshoppet".
- Sions Sånger 1981 som nr 215 under rubriken "Längtan till hemlandet".
- Lova Herren 1988 som nr 642  under rubriken "Trons mål. Det himmelska hemmet".
- Frälsningsarméns sångbok 1990 som nr 679 under rubriken "Framtiden och hoppet".